# Lunnaja krasavica
Lunnaja krasavica (Лунная красавица) è un film del 1916 diretto da Evgenij Bauėr.